# Diocesi di Teggiano-Policastro

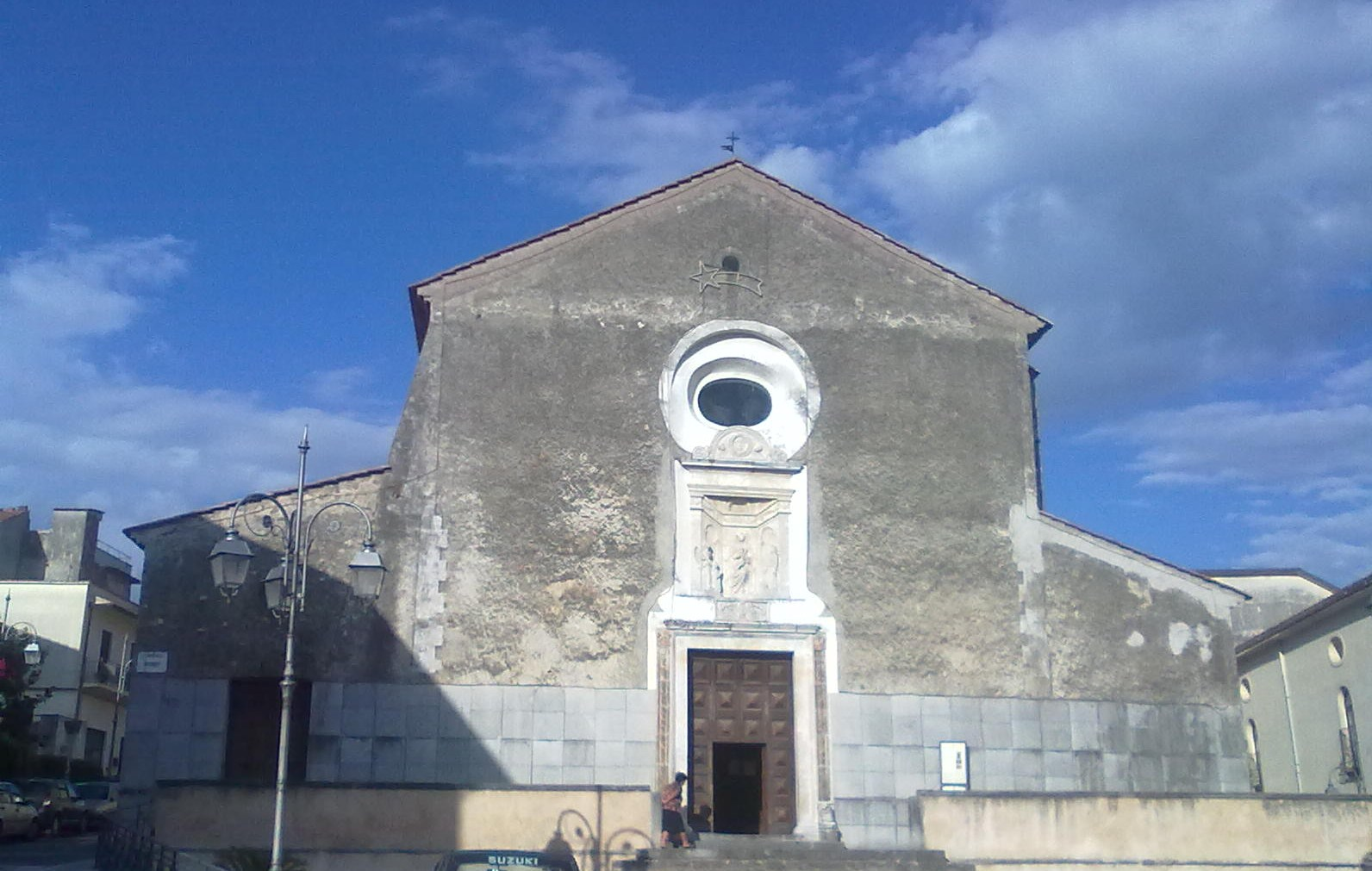
La concattedrale di Santa Maria Assunta di Policastro Bussentino.

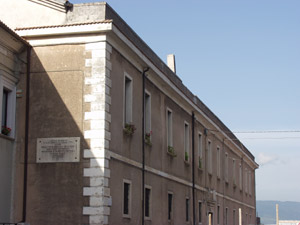
Il seminario vescovile di Teggiano.

La diocesi di Teggiano-Policastro (in latino Dioecesis Dianensis-Policastrensis) è una sede della Chiesa cattolica in Italia suffraganea dell'arcidiocesi di Salerno-Campagna-Acerno appartenente alla regione ecclesiastica Campania. Nel 2022 contava 115 000 battezzati su 116 000 abitanti. È retta dal vescovo Antonio De Luca, C.SS.R.

## Territorio
La diocesi comprende 41 comuni della provincia di Salerno: Aquara, Atena Lucana, Bellosguardo, Buonabitacolo, Camerota, Casalbuono, Casaletto Spartano, Caselle in Pittari, Castelcivita, Celle di Bulgheria, Controne, Corleto Monforte, Ispani, Monte San Giacomo, Montesano sulla Marcellana, Morigerati, Ottati, Padula, Pertosa, Petina, Polla, Postiglione, Roccagloriosa, Roscigno, Sala Consilina, San Giovanni a Piro, San Pietro al Tanagro, San Rufo, Santa Marina, Sant'Angelo a Fasanella, Sant'Arsenio, Sanza, Sapri, Sassano, Serre, Sicignano degli Alburni, Teggiano, Torraca, Torre Orsaia, Tortorella e Vibonati.
Sede vescovile è la città di Teggiano, dove si trova la cattedrale di Santa Maria Maggiore. A Policastro, frazione di Santa Marina, sorge la concattedrale di Santa Maria Assunta.
Il territorio si estende su 1986 km² ed è suddiviso in 81 parrocchie, raggruppate in 7 foranie (Teggiano-Sala, Polla, Sicignano degli Alburni, Sant'Angelo a Fasanella, Padula-Montesano, Policastro, Camerota), a loro volta ricomprese in 3 zone pastorali: Fasanella e Alburni, Vallo di Diano, Policastro e Camerota.

## Storia
L'odierna diocesi è frutto della plena unione, sancita nel 1986, di due precedenti diocesi, quella di Policastro e quella di Diano, città che dal 1882 assunse il nome di Teggiano.

### Diocesi di Policastro
La diocesi di Policastro trae la sua origine dall'antica diocesi di Bussento, eretta all'incirca nel V secolo. Due soli sono i vescovi storicamente accertati di questa diocesi: Rustico, presente ai sinodi romani del 501 e del 502 convocati da papa Simmaco; e Sabbazio, che partecipò al concilio romano del 649 contro il monotelismo. Inoltre, da una lettera di Gregorio Magno del 592, sappiamo che in quell'anno la sede era vacante, e il papa incaricò Felice vescovo di Agropoli di fare la visita della diocesi.
Dopo la metà del VII secolo non si hanno più notizie della diocesi, che fu probabilmente soppressa al tempo delle guerre iconoclaste, che a partire dall'VIII secolo hanno sottratto parte dell'Italia meridionale alla giurisdizione ecclesiastica di Roma per unirla a quella del patriarcato di Costantinopoli. Questo determinò, almeno nel Cilento, la scomparsa delle antiche diocesi sostituite da eparchie monastiche, tra cui si ricordano quelle del Mercurion, del Latinianon e del Lagonegro. Due cenobi monastici, San Pietro e San Giovanni Battista, furono eretti a Policastro dal patriarca Polieucte di Costantinopoli e molti furono i monasteri greci che sorsero nella regione, tra cui quelli di San Giovanni a Piro e San Cono di Camerota.
Con l'arrivo dei Normanni e la graduale fine della dominazione bizantina, i papi procedettero alla riorganizzazione ecclesiastica di quei territori. La diocesi di Policastro fu eretta il 24 marzo 1058 con una bolla di papa Stefano IX all'arcivescovo Alfano di Salerno, al quale il pontefice concesse la potestas di scegliere e consacrare il vescovo per la nuova diocesi. Solo il 22 ottobre 1067 Alfano dette mandato al monaco Pietro Pappacarbone di prendere possesso della diocesi e di introdurre il rito latino nelle chiese e nei monasteri; ma fu solo dal 1079, dopo che ne era stato scacciato, che Pietro poté rientrare tranquillamente in Policastro e dare avvio al suo effettivo mandato episcopale.
Nel 1552 Policastro fu distrutta dai turchi e i vescovi posero temporaneamente la loro residenza a Torre Orsaia; e forse in seguito anche a Padula, dove nel 1567 fu celebrato un sinodo diocesano. Ancora nel 1650 il vescovo Pietro Magri trasferì nuovamente la residenza a Torre Orsaia per motivi di sicurezza. Nel 1596 il vescovo Filippo Spinelli istituì il seminario diocesano nel palazzo vescovile di Policastro.
Nel 1850, contestualmente all'erezione della diocesi di Diano, fu soppressa l'abbazia nullius di Bosco, e i territori di Bosco e di Licusati furono annessi alla diocesi di Policastro.
Il 21 ottobre 1898 in virtù del decreto Illud semper della Sacra Congregazione Concistoriale ha acquisito Maratea e le sue quattro parrocchie dalla diocesi di Cassano all'Jonio.
Nel 1924 la diocesi venne affidata in amministrazione apostolica a Francesco Cammarota, vescovo di Capaccio-Vallo; quindi nel 1927 lo stesso vescovo fu nominato anche vescovo di Policastro, dando origine ad un'unione in persona episcopi che ebbe termine alla morte del vescovo il 15 dicembre 1935.
L'8 settembre 1976, per conformare i confini ecclesiastici con quelli delle regioni civili, la diocesi di Policastro cedette alla diocesi di Anglona-Tursi le parrocchie site in provincia di Potenza, nei comuni di Lagonegro, Latronico, Lauria, Maratea, Nemoli, Rivello e Trecchina.
Al momento della piena unione con Teggiano, la diocesi di Policastro comprendeva 30 parrocchie nei comuni di Camerota (4), Casaletto Spartano (3), Caselle in Pittari (1), Celle di Bulgheria (2), Ispani (3), Morigerati (2), Roccagloriosa (2), San Giovanni a Piro (3), Sapri (2), Santa Marina (2), Torraca (1), Torre Orsaia (2), Tortorella (1) e Vibonati (2).

### Diocesi di Diano (Teggiano)
La diocesi di Diano fu eretta il 21 settembre 1850 con la bolla Ex quo imperscrutabili di papa Pio IX; la maggior parte del territorio fu ricavato da quello della diocesi di Capaccio, che l'anno successivo assunse il nome di diocesi di Capaccio e Vallo; porzioni minori furono acquisite dall'arcidiocesi di Salerno (il borgo di Castelluccio Cosentino) e dalla diocesi di Cava (il comune di Sant'Arsenio). Diano, che nel 1882 assunse il nome di Teggiano, era stata in passato, a partire dal 1586 e per lunghi periodi, sede provvisoria dei vescovi di Capaccio.
Il vescovo Oronzo Caldarola celebrò i primi sinodi diocesani, nel 1922 e nel 1943. Nel 1958 Felicissimo Stefano Tinivella indisse un congresso eucaristico mariano diocesano.
Il 15 ottobre 1979 la diocesi ha ingrandito il proprio territorio con l'annessione di 3 parrocchie (San Pietro di Polla, San Benedetto di Polla e Pertosa), fino a quel momento dipendenti dagli abati della Santissima Trinità di Cava de' Tirreni.
Al momento della piena unione con Policastro, la diocesi di Teggiano comprendeva 51 parrocchie nei comuni di Aquara, Atena Lucana, Bellosguardo, Buonabitacolo, Casalbuono, Castelcivita, Controne, Corleto Monforte, Monte San Giacomo, Montesano sulla Marcellana, Ottati, Padula, Pertosa, Petina, Polla, Postiglione, Roscigno, Sala Consilina, Sant'Angelo a Fasanella, Sant'Arsenio, San Pietro al Tanagro, San Rufo, Sanza, Sassano, Serre, Sicignano degli Alburni e Teggiano.

### Le sedi unite
Il 16 settembre 1980, Umberto Luciano Altomare, vescovo di Teggiano, fu nominato anche vescovo di Policastro, unendo così in persona episcopi le due diocesi.
Il 30 settembre 1986, in forza del decreto Instantibus votis della Congregazione per i Vescovi, l'unione è divenuta piena e la diocesi risultante ha assunto il nome attuale. Primo vescovo dopo l'unificazione è Bruno Schettino, del clero di Nola, nominato l'11 febbraio 1987.

## Cronotassi dei vescovi
Si omettono i periodi di sede vacante non superiori ai 2 anni o non storicamente accertati.

### Vescovi di Bussento
- Rustico † (prima del 501 - dopo il 502)
  - Sede vacante † (592)
- Sabbazio † (menzionato nel 649)

### Vescovi di Policastro
- San Pietro Pappacarbone † (1067 - 1109 dimesso)
- Arnaldo † (menzionato nel 1111[9])
- Pietro †
- Ottone †
- Goffredo † (? - 25 luglio 1139 deceduto)
- Giovanni I † (1166 - 1º agosto 1172 deceduto)[10]
- Giovanni II † (menzionato nel 1177)[11]
- Anonimo † (menzionato nel 1199)[11]
  - Giacomo † (menzionato nel 1211) (vescovo eletto)[11]
- Anonimo de Saponara † (menzionato come "vescovo eletto" nel 1211)[11][12]
- Anonimo † (menzionato nel 1214 e 1215)[11]
- T. † (menzionato nel 1220 circa)[11]
- Guglielmo de Licio, O.F.M. ? † (menzionato nel 1222)[11]
- W. † (menzionato prima del 1238)[11]
- Anonimo † (menzionato come "vescovo eletto" nel 1238)[11]
- Fabiano (o Fabrizio) † (prima di ottobre 1254)[13]
- Giovanni Castellonata (o Castellomata) † (ottobre 1254 - dopo il 1258)[11]
- Marco (o Mario) ? †[13]
- Anonimo † (menzionato nel 1268 e 1271)[11]
- Bartolomeo † (prima del 1276 - dopo il 1278)[11]
- Pagano † (1301 - 1330)
- Tommaso † (? deceduto)
- Francesco Capograsso † (24 gennaio 1353 - ? deceduto)
- Nicola I † (22 dicembre 1361 - 1392 deposto)
  - Giacomo de Piscillione † (19 gennaio 1386 - ?) (antivescovo)
- Luca, O.F.M. † (26 giugno 1392 - 7 febbraio 1403 nominato vescovo di Belcastro)
- Nicola I † (7 febbraio 1403 - 1417 deceduto) (per la seconda volta)
- Nicola II, O.S.B.I. † (23 febbraio 1418 - 1430 deceduto)
- Nicola Principato † (1430 - 1438)[14]
- Giacomo Lancellotto † (20 ottobre 1438 - 1445 deceduto)
- Carlo Fellapane, O.E.S.A. † (7 aprile 1445 - ?)
- Girolamo della Vigna † (1455 - 1466)
- Francesco Enrico Languardo, O.P. † (28 maggio 1466 - 1470 nominato arcivescovo di Acerenza e Matera)
- Gabriele Guidano † (8 settembre 1471 - 1484 deceduto)
- Girolamo Almensa (de Armesa), O.P. † (10 gennaio 1485 - 4 gennaio 1493 deceduto)
- Gabriele Altilio † (8 gennaio 1493 - 1501)
  - Luigi d'Aragona † (1501 - 22 aprile 1504 dimesso) (amministratore apostolico)
- Bernardino Lauri † (22 aprile 1504 - 1516 deceduto)
- Giovanni Pirro Scorna † (19 agosto 1516 - 6 febbraio 1530 dimesso)
  - Benedetto Accolti † (6 febbraio 1531 - 5 luglio 1535 dimesso) (amministratore apostolico)
  - Andrea Matteo Palmieri † (5 luglio 1535 - 20 gennaio 1537 deceduto) (amministratore apostolico)
- Fabrizio Arcella † (5 marzo 1537 - 1542 dimesso)
  - Uberto Gambara † (9 gennaio 1542 - 7 giugno 1543 dimesso) (amministratore apostolico)
- Nicola Francesco de Massanella (o de Missanello o de Massanello) † (7 giugno 1543 - 1577 deceduto)
- Ludovico Bentivoglio † (14 giugno 1577 - 26 novembre 1581 nominato vescovo di Città di Castello)
- Ferdinando Spinelli † (4 dicembre 1581 - 1605 deceduto)
- Filippo Spinelli † (1605 succeduto - 6 giugno 1605 nominato vescovo di Aversa)
- Ilario Cortesi, C.R. † (10 ottobre 1605 - settembre 1608 deceduto)
- Giovanni Antonio Santonio (o Santorio) † (26 aprile 1610 - maggio 1628 deceduto)
- Urbano Feliceo † (14 marzo 1629 - 1635 deceduto)
- Pietro Magri † (1º ottobre 1635 - ottobre 1651 deceduto)
- Filippo Giacomo (o de Jacobio) † (26 agosto 1652 - 17 aprile 1671 dimesso)
- Vincenzo Maria de Silva, O.P. † (4 maggio 1671 - 10 aprile 1679 nominato vescovo di Calvi)
- Tommaso de Rosa † (8 maggio 1679 - 10 ottobre 1695 deceduto)
- Giacinto Camillo Maradei † (2 aprile 1696 - 2 settembre 1705 deceduto)
- Marco Antonio de Rosa † (14 dicembre 1705 - 28 novembre 1709 deceduto)
  - Sede vacante (1709-1713)
- Andrea de Robertis † (27 novembre 1713 - 8 aprile 1747 deceduto)
- Giovanni Battista Minucci, O.F.M.Conv. † (15 maggio 1747 - 20 novembre 1761 dimesso)
- Francesco Pantuliano † (25 gennaio 1762 - 21 giugno 1775 deceduto)
- Giuseppe de Rosa † (13 novembre 1775 - circa 1793 deceduto)
  - Sede vacante (1793-1797)
- Ludovico Ludovici, O.F.M. † (18 dicembre 1797 - 17 gennaio 1819 deceduto)
- Gaetano Barbaroli † (4 giugno 1819 - 1823 deceduto)
- Nicola Maria Laudisio, C.SS.R. † (3 maggio 1824 - 6 gennaio 1862 deceduto)
  - Sede vacante (1862-1872)
- Giuseppe Cione † (23 febbraio 1872 - 7 settembre 1898 deceduto)
- Giovanni Vescia † (18 aprile 1899 - 27 marzo 1924 deceduto)
  - Sede vacante (1924-1927)
- Francesco Cammarota † (13 agosto 1927 - 15 dicembre 1935 deceduto)
- Federico Pezzullo † (23 gennaio 1937 - 10 settembre 1979 deceduto)
- Umberto Luciano Altomare † (16 settembre 1980 - 3 febbraio 1986 deceduto)

### Vescovi di Diano (Teggiano)
- Valentino Vignone † (17 febbraio 1851 - 1º novembre 1857 deceduto)
- Domenico Fanelli † (27 settembre 1858 - 14 agosto 1883 deceduto)
- Vincenzo Addessi † (24 marzo 1884 - 20 dicembre 1903 deceduto)
  - Sede vacante (1903-1906)
- Camillo Tiberio † (10 o 14 novembre 1906 - 26 aprile 1915 deceduto)
- Oronzo Caldarola † (8 maggio 1916 - 27 novembre 1954 dimesso[15])
- Felicissimo Stefano Tinivella, O.F.M. † (9 marzo 1955 - 11 settembre 1961 nominato vescovo coadiutore di Torino)
- Aldo Forzoni † (30 novembre 1961 - 23 aprile 1970 nominato vescovo di Apuania)
- Umberto Luciano Altomare † (22 agosto 1970 - 3 febbraio 1986 deceduto)

### Vescovi di Teggiano-Policastro
- Bruno Schettino † (11 febbraio 1987 - 29 aprile 1997 nominato arcivescovo di Capua)
- Francesco Pio Tamburrino, O.S.B.Subl. (14 febbraio 1998 - 27 aprile 1999 nominato segretario della Congregazione per il culto divino e la disciplina dei sacramenti)
- Angelo Spinillo (18 marzo 2000 - 15 gennaio 2011 nominato vescovo di Aversa)
- Antonio De Luca, C.SS.R., dal 26 novembre 2011

## Statistiche
La diocesi nel 2022 su una popolazione di 116 000 persone contava 115 000 battezzati, corrispondenti al 99,1% del totale.
| anno                           | popolazione | popolazione | popolazione | presbiteri | presbiteri | presbiteri | presbiteri                | diaconi | religiosi | religiosi | parrocchie |
| anno                           | battezzati  | totale      | %           | numero     | secolari   | regolari   | battezzati per presbitero | diaconi | uomini    | donne     | parrocchie |
| ------------------------------ | ----------- | ----------- | ----------- | ---------- | ---------- | ---------- | ------------------------- | ------- | --------- | --------- | ---------- |
| diocesi di Policastro          |             |             |             |            |            |            |                           |         |           |           |            |
| 1950                           | 70 000      | 70 000      | 100,0       | 85         | 70         | 15         | 823                       |         | 16        | 106       | 41         |
| 1970                           | 80 883      | 80 883      | 100,0       | 69         | 50         | 19         | 1 172                     |         | 20        | 142       | 44         |
| 1980                           | 40 000      | 40 750      | 98,2        | 35         | 32         | 3          | 1 142                     |         | 3         | 49        | 31         |
| diocesi di Teggiano            |             |             |             |            |            |            |                           |         |           |           |            |
| 1950                           | 89 970      | 90 000      | 100,0       | 100        | 82         | 18         | 899                       |         | 24        | 68        | 50         |
| 1970                           | 93 250      | 93 600      | 99,6        | 84         | 73         | 11         | 1 110                     |         | 13        | 82        | 53         |
| 1980                           | 89 217      | 90 017      | 99,1        | 74         | 63         | 11         | 1 205                     |         | 14        | 132       | 57         |
| diocesi di Teggiano-Policastro |             |             |             |            |            |            |                           |         |           |           |            |
| 1990                           | 132 600     | 134 000     | 99,0        | 93         | 84         | 9          | 1 425                     |         | 10        | 152       | 81         |
| 1999                           | 137 600     | 138 600     | 99,3        | 84         | 77         | 7          | 1 638                     | 2       | 8         | 120       | 81         |
| 2000                           | 137 400     | 138 600     | 99,1        | 80         | 71         | 9          | 1 717                     | 2       | 14        | 91        | 81         |
| 2001                           | 122 900     | 123 800     | 99,3        | 80         | 72         | 8          | 1 536                     | 2       | 10        | 85        | 81         |
| 2002                           | 122 600     | 123 500     | 99,3        | 78         | 69         | 9          | 1 571                     | 3       | 10        | 83        | 81         |
| 2003                           | 119 000     | 119 800     | 99,3        | 76         | 69         | 7          | 1 565                     | 3       | 7         | 101       | 81         |
| 2004                           | 118 600     | 119 400     | 99,3        | 76         | 72         | 4          | 1 560                     | 3       | 4         | 98        | 81         |
| 2010                           | 116 400     | 117 200     | 99,3        | 81         | 77         | 4          | 1 437                     | 3       | 5         | 102       | 81         |
| 2014                           | 115 370     | 116 853     | 98,7        | 77         | 74         | 3          | 1 498                     | 3       | 3         | 86        | 81         |
| 2017                           | 114 661     | 115 461     | 99,3        | 78         | 76         | 2          | 1 470                     | 6       | 3         | 81        | 81         |
| 2020                           | 116 380     | 117 280     | 99,2        | 73         | 69         | 4          | 1 594                     | 6       | 5         | 70        | 81         |
| 2022                           | 115 000     | 116 000     | 99,1        | 76         | 72         | 4          | 1 513                     | 6       | 4         | 40        | 81         |

### Policastro
- (EN)  La diocesi di Policastro su Catholic Hierarchy
- Antonio Tortorella, Breve cronografia ragionata della diocesi di Teggiano-Policastro, Annuario diocesano 2004-2005, pp. 25–32
- Cronotassi dei vescovi di Policastro (estratta da: Luigi Tancredi, Policastro Bussentino, Napoli, La Buona Stampa, 1978)
- Rocco Gaetani, L'antica Bussento, oggi Policastro Bussentino e la sua prima sede episcopale, in Gli studi in Italia, V (1882), pp. 366–383
- Francesco Lanzoni, Le diocesi d'Italia dalle origini al principio del secolo VII (an. 604), vol. I, Faenza, 1927, p. 323
- Giuseppe Cappelletti, Le Chiese d'Italia della loro origine sino ai nostri giorni, vol. XX, Venezia, 1866, pp. 361–362 e 367–377
- Vincenzio d'Avino, Cenni storici sulle chiese arcivescovili, vescovili e prelatizie (nullius) del Regno delle Due Sicilie, Napoli, 1848, pp. 537–539
- (LA)  Ferdinando Ughelli, Italia sacra, vol. VII, seconda edizione, Venezia, 1721, coll. 542-560
- (LA)  Paul Fridolin Kehr, Italia Pontificia, vol. VIII, Berolini, 1935, pp. 371–372
- (DE)  Norbert Kamp, Kirche und Monarchie im staufischen Königreich Sizilien. Prosopographische Grundlegung. Bistümer und Bischöfe des Königreichs 1194-1266. 1. Abruzzen und Kampanien, München, 1973, pp. 470–476
- (LA)  Pius Bonifacius Gams, Series episcoporum Ecclesiae Catholicae, Graz, 1957, pp. 912–913
- (LA)  Konrad Eubel, Hierarchia Catholica Medii Aevi, vol. 1, p. 404; vol. 2, pp. 217–218; vol. 3, p. 277; vol. 4, pp. 283–284; vol. 5, pp. 318–319; vol. 6, p. 343